# McCol

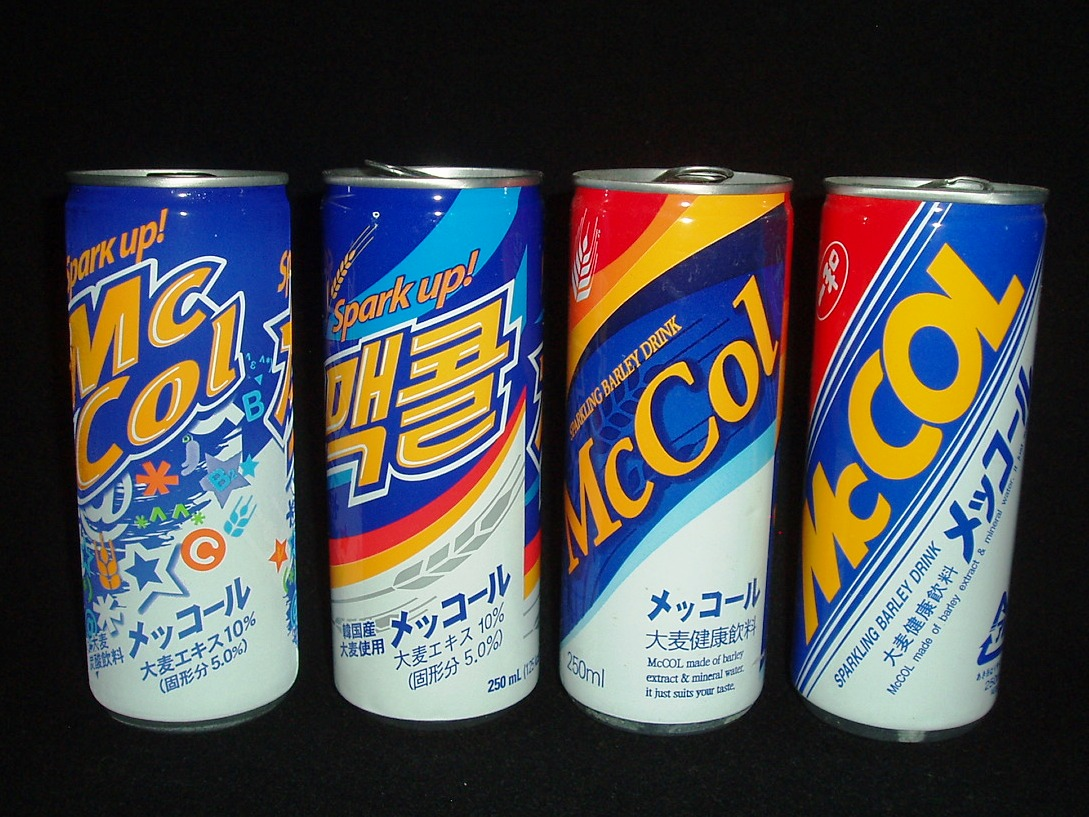

McCol (korejsky 맥콜 (z麥+ kola) je jihokorejský nealkoholický nápoj s příchutí ječmene. Vyrábí ho společnost Ilhwa, dceřiná společnost skupiny Tongil. Je známý jako zdravý nápoj s vysokým obsahem vitamínu C. Dodává se v plechovkách o objemu 160, 190, 250 a 355 ml a lahvích o objemu 0,5 a 1,5 l.

## Složení
McCol, nebo alespoň jeho původní složení, používá k vytvoření chuti slad. Slad se peče a vyrábí se z něj extrakt, po kterém se filtruje a sytí oxidem uhličitým. Dextrin, maltóza a glukóza obsažené ve sladu, stejně jako přidaný cukr, přispívají ke sladké chuti nápoje.

## Historie
Na konci 70. let 20. století vedla prosperující ekonomika Jižní Koreje k přebytku ječmene, protože se změnily stravovací návyky . S cílem zachovat cenu ječmene pro zemědělce se Korejská společnost pro zemědělsko-rybářství a obchod s potravinami ( 농어촌개발공사, nyní 농수산식품유통공사 ) snažila vyvinout nové způsoby konzumace ječmene, což ji v roce 1979 vedlo k vývoji McCol. Poté, co nápad představili několika výrobcům, s výrobou nápoje souhlasila pouze Ilhwa. McCol se poprvé dostala na trh 21. července 1982 s první várkou 50 000 plechovek a čelila tvrdé konkurenci ze strany Coca-Coly a Chilsung Cider. V reakci na to společnost McCol zahájila intenzivní marketingovou kampaň, kde se od roku 1984 prezentovala jako zdravý nápoj. Od ledna do října 1987 utratila Ilhwa jen za marketing 40 miliard jihokorejských Wonů, což je téměř trojnásobek tehdejší ceny korejské Coca-Coly. Společnost, zaměřená na mládežnický trh, utratila 80 % tohoto rozpočtu za televizní reklamu a rekrutovala celebrity, jako je Cho Yong-pil. Podíl společnosti McCol na trhu vzrostl z 5,6 % na 14–15 % v letech 1986 až 1987 a ročně vydělal přibližně 9 miliard wonů ročně. Společnost McCol brzy uvedla na trh nádoby o objemu 200 ml, 340 ml a 640 ml. V 90. letech byl nápoj ukončen kvůli konkurenci jiných značek. Nicméně po pozitivním průzkumu vkusu spotřebitelů byl na začátku roku 2000 restartován.
McCol Zero, varianta s nízkým obsahem cukru a kalorií, byla uvedena na trh v únoru 2023 v návaznosti na průmyslový trend nulového obsahu cukru. Do září 2024 se prodalo přes 15 milionů plechovek a do roku 2025 se prodalo 6,4 miliardy plechovek. V poslední době se Ilhwa snaží expandovat s McCol na mezinárodní trh a vyváží tento nápoj do USA, Japonska, Ruska, Austrálie a dalších zemí. Kromě toho Ilhwa podepsala smlouvy v Jihoafrické republice v roce 2023 a Mongolsku v roce 2024.
Někteří křesťané tento nápoj bojkotují, protože považují Církev sjednocení, která je přidružena ke skupině Tongil, za kacířskou. 